# Aspidonotus
Aspidonotus is een geslacht van rechtvleugeligen uit de familie sabelsprinkhanen (Tettigoniidae). De wetenschappelijke naam van dit geslacht is voor het eerst geldig gepubliceerd in 1835 door Gaspard Auguste Brullé.

## Soorten
Het geslacht Aspidonotus  is monotypisch en omvat slechts de volgende soort:
- Aspidonotus spinosus (Brullé, 1835)